# Nowodworce
Nowodworce – wieś w Polsce położona w województwie podlaskim, w powiecie białostockim, w gminie Wasilków. Leży nad rzeką Supraśl.
Wieś magnacka hrabstwa zabłudowskiego położona była w końcu XVIII wieku  w powiecie grodzieńskim województwa trockiego. W latach 1975–1998 miejscowość należała do województwa białostockiego.
Wieś w 2012 roku liczyła 717 mieszkańców.
Wieś założona w 1674 roku przez bojarów sobolewskich. W 1820 roku wieś liczyła 25 domostw i około 114 mieszkańców. Wieś liczy sobie 28 ulic po podziale administracyjnym w 2003 roku. We wsi znajduje się Muzeum Wozów Pożarniczych, w którym znajduje się 8 zabytkowych wozów oraz przyczepa tzw. "platforma".
Prawosławni mieszkańcy wsi należą do parafii Zwiastowania Przenajświętszej Bogurodzicy i św. Jana Teologa w Supraślu, a wierni kościoła rzymskokatolickiego do parafii Wniebowstąpienia Pańskiego w Karakulach.